# Medicago strasseri
Medicago strasseri là một loài thực vật có hoa trong họ Đậu. Loài này được Greuter & al. miêu tả khoa học đầu tiên.